# Shades of Cool
Shades of Cool è un singolo della cantautrice statunitense Lana Del Rey, il secondo estratto dal terzo album in studio Ultraviolence e pubblicato il 26 maggio 2014.

## Descrizione
Shades of Cool è stato scritto dalla cantante insieme a Rick Nowels mentre la produzione è stata curata da Dan Auerbach.

## Accoglienza
Shades of Cool ha ricevuto il plauso universale della critica musicale. Josh Wegler di MTV ha definito il brano come "numerose tonalità cool". Sharan Shetty di Slate ha definito Shades of Cool come un ritorno alle origini musicali della cantante e lo ha confrontato positivamente con il precedente singolo, West Coast.

## Formazione
Crediti tratti dal booklet digitale dell'album Ultraviolence di Lana Del Rey.
- Lana Del Rey – voce
- Dan Auerbach – chitarra elettrica
- Collin Dupuis – programmazione drum
- Seth Kaufman – omnichord
- Leon Michels – mellotron
- Nick Movshon  – basso elettrico
- Russ Pahl – chitarra elettrica
- Kenny Vaughan – chitarra elettrica
- Maximilian Weissenfeldt – batteria
- Dan Auerbach – produzione
- John Davis – masterizzazione
- Collin Dupuis – ingegnere
- Robert Orton – missaggio

## Classifiche
| Classifica (2014) | Posizione massima |
| ----------------- | ----------------- |
| Australia         | 50                |
| Belgio (Vallonia) | 40                |
| Canada            | 52                |
| Francia           | 37                |
| Italia            | 35                |
| Spagna            | 31                |
| Stati Uniti       | 79                |
| Svizzera          | 43                |
| Ungheria          | 19                |

## Date di pubblicazione
| Stato       | Data           | Formato           | Etichetta Discografica |
| ----------- | -------------- | ----------------- | ---------------------- |
| Stati Uniti | 26 maggio 2014 | Download digitale | Interscope Records     |